# Danckwardt Pasch den äldre
Danckwardt Pasch, född 1660 i Lübeck, död 5 juni 1727 i Stockholm, var en tysk-svensk hovmålare och ålderman vid målarämbetet.
Han gifte sig i slutet av 1690-talet med Judith Larsdotter och blev far till Danckwardt Pasch, Lorens Pasch och Johan Pasch den äldre, som alla tre kom att bli målare.
Han kom troligen till Sverige på 1690-talet och antogs som mästare vid Stockholms målarämbete 1702 och bisittare 1713 samt ålderman 1724 men han avsade sig åldermansbefattningen 1726. 
Hans huvudsakliga verksamhet bestod av dekorationsmåleri och han utförde rumsdekorationer och målningsarbeten för Sankt Jacobs kyrka och församlingshus under en följd av år på 1710- och 1720-talen.  